# آدریانا ویلاگران
 آدریانا ویلاگران (انگلیسی: Adriana Villagrán؛ زادهٔ ۷ اوت ۱۹۵۶) یک تنیس‌باز اهل آرژانتین است. 